# 곤살로 페르난데스 카스타뇨

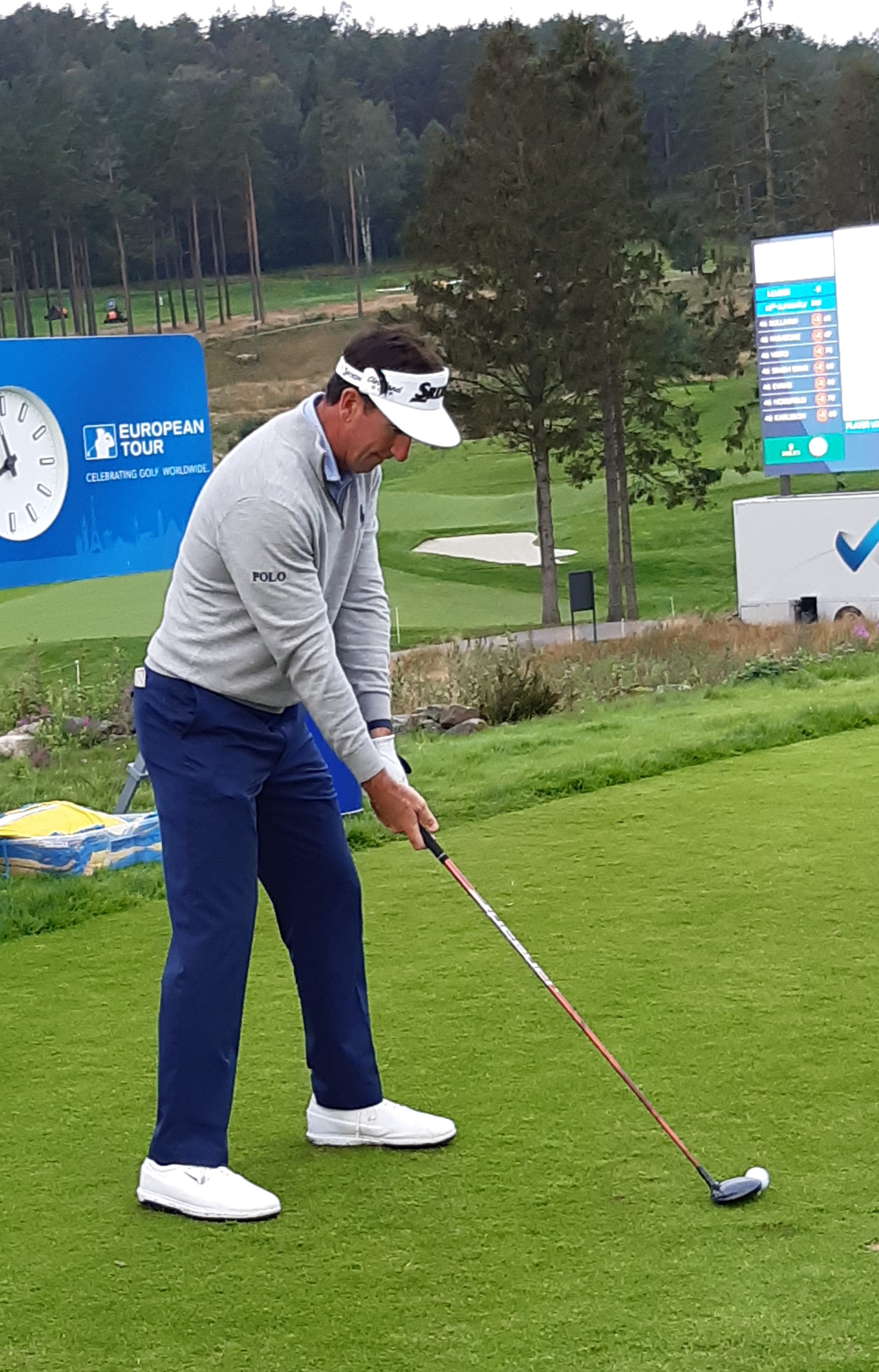

곤살로 페르난데스 카스타뇨(Gonzalo Fernández Castaño, 1980년 10월 13일 ~ )는 스페인의 골프 선수이다.